# Andrzej Stanisławek
Andrzej Józef Stanisławek (ur. 18 września 1954 w Opolu Lubelskim) – polski lekarz (chirurg, onkolog), polityk i nauczyciel akademicki, doktor habilitowany nauk medycznych, profesor nadzwyczajny Uniwersytetu Medycznego w Lublinie, senator IX kadencji, w 2019 sekretarz stanu w Ministerstwie Nauki i Szkolnictwa Wyższego.

## Życiorys
W 1979 ukończył studia lekarskie w Akademii Medycznej w Lublinie. W 1980 został pracownikiem Oddziału Chirurgii Onkologicznej Centrum Onkologii Ziemi Lubelskiej. Został specjalistą I stopnia z chirurgii ogólnej, a także specjalistą II stopnia z zakresu chirurgii onkologicznej. W 1990 uzyskał doktorat na podstawie pracy Zachowanie się wybranych czynników odpornościowych w przebiegu klinicznym czerniaka złośliwego skóry. Od 1992 prowadzi prywatną praktykę lekarską. W latach 90. odbył kilka szkoleń zagranicznych m.in. w Norwegii. W 2002 objął funkcję kierownika nowo utworzonej Kliniki Chirurgii Onkologicznej Akademii Medycznej w Lublinie, w 2003 został tam zastępcą ordynatora. W 2003 habilitował się w zakresie nauk medycznych na podstawie pracy pt. Wartość rokownicza produktów wybranych onkogenów i genów supresorowych oznaczanych metodą immunohistochemiczną w czerniaku skóry. Był kierownikiem Katedry Środowiskowej Opieki Zdrowotnej Akademii Medycznej (i po jej przekształceniu Uniwersytetu Medycznego) w Lublinie. Został profesorem nadzwyczajnym tej uczelni, a także prodziekanem jej Wydziału Pielęgniarstwa i Nauk o Zdrowiu. W 2004 objął funkcję kierownika Katedry Onkologii i Środowiskowej Opieki Zdrowotnej tego wydziału.
Na początku lat 90. założył Fundację Wczesnego Wykrywania Raka. W 1997 bezskutecznie ubiegał się o mandat senatora z ramienia Krajowej Partii Emerytów i Rencistów. W 2014 przystąpił do Polski Razem. Bez powodzenia kandydował w wyborach do Parlamentu Europejskiego jako lider listy wyborczej tego ugrupowania w województwie lubelskim. Kilka miesięcy później został przewodniczącym zarządu regionalnego tej partii w województwie lubelskim, a w 2015 zasiadł w jej zarządzie krajowym.
W wyborach w 2015 wystartował do Senatu z ramienia Prawa i Sprawiedliwości (jako kandydat Polski Razem) w okręgu nr 16. Uzyskał mandat senatora IX kadencji, otrzymując 67 708 głosów. Po przekształceniu w listopadzie 2017 Polski Razem w Porozumienie, stanął na czele jej okręgu lubelskiego i pozostał członkiem zarządu krajowego.
29 kwietnia 2019 prezes Rady Ministrów Mateusz Morawiecki powołał Andrzeja Stanisławka na stanowisko sekretarza stanu w Ministerstwie Nauki i Szkolnictwa Wyższego (od 30 kwietnia). W wyborach do Parlamentu Europejskiego w 2019 bezskutecznie ubiegał się o mandat posła do Parlamentu Europejskiego w okręgu obejmującym województwo lubelskie. 9 lipca 2019 złożył dymisję z funkcji wiceministra nauki i szkolnictwa wyższego po kontrowersyjnej wypowiedzi dla „Kuriera Lubelskiego” dotyczącej rekrutacji ósmoklasistów i gimnazjalistów do szkół średnich. Rezygnacja ta została przyjęta przez premiera.
W tym samym roku nie kandydował w kolejnych wyborach parlamentarnych, a w 2023 wystąpił z Porozumienia. Pełnił później funkcję przewodniczącego rady Narodowego Centrum Badań i Rozwoju.

## Odznaczenia i wyróżnienia
- Złoty Krzyż Zasługi (2011)[11]
- Srebrny Krzyż Zasługi (2007)[12]
- Zasłużony Działacz Kultury (2003)
- Odznaczenie Polskiego Komitetu do Zwalczania Raka (2004)